# Theater im Keller Berlin

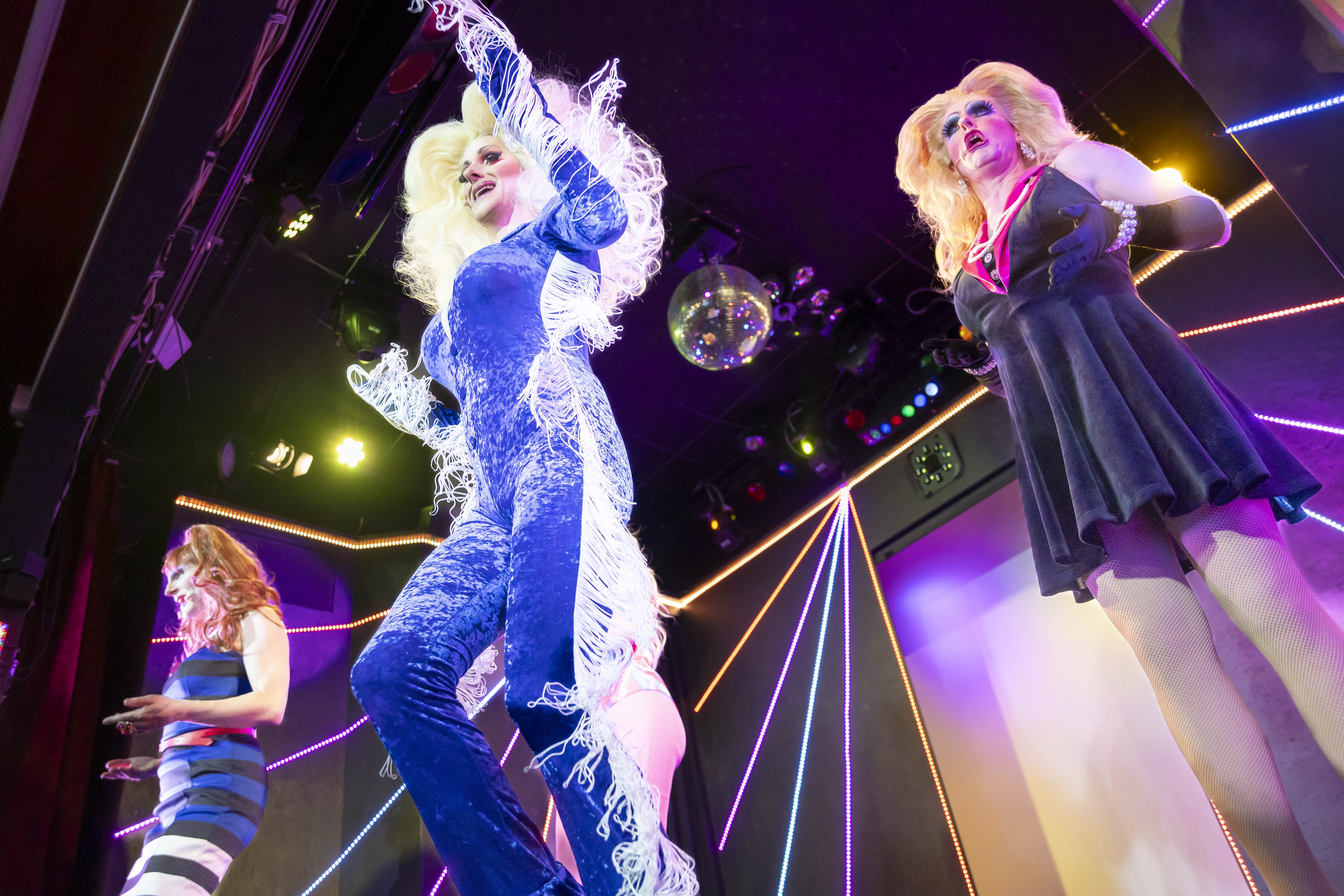
Aufführung „Legends in Drag“ 2023

Das Theater im Keller Berlin ist ein staatlich anerkanntes Privattheater im Berliner Bezirk Neukölln, gelegen zwischen Hermannplatz und Reuterplatz. Das Revuetheater wurde am 3. Januar 1987 gegründet und ist über die Stadtgrenze Berlins hinaus bekannt. Spielschwerpunkt sind selbst produzierte Travestieshows, die nahezu jede Woche an mehreren Spieltagen aufgeführt werden. Diese Shows sind moderner gehalten als klassische Travestieshows.
Intendant war seit der Gründung der Schauspieler und Tänzer Michael Brenncke (* 12. September 1943, † 11. Januar 2024), der bis zum Jahr 2021 auch selbst in den Shows mitgewirkt hat. Das feste Ensemble besteht aus zur Zeit vier Künstlern. Der klimatisierte und mit modernsten Luftfiltern ausgestattete Zuschauerraum wurde im Jahr 2021 im Zuge der Schließzeit auf Grund der Corona-Pandemie aufwendig restauriert und bietet 35 Personen auf gepolsterten Sitzen Platz. Im Foyer befindet sich eine Gastrobar, die sich an der mediterranen Küche orientiert und an allen Vorstellungstagen exklusiv für das Theaterpublikum geöffnet ist.
Für die Spielzeit 2024/25 steht die Show „Circus der Travestie - Timetravel in Drag“ auf dem Programm. Angelehnt an die Magie der Circuswelt wird hier die Faszination der Travestie mit Live-Gesang und tänzerischen Showeinlagen kombiniert und durch ein aufwändiges Licht-Design-Konzept untermalt.
Die Shows beinhalten Comedy-Einlagen und Lieder in deutscher und englischer Sprache, die zum größten Teil Live vorgetragen werden.